# District de Hekou
Pour les articles homonymes, voir Hekou.
Le district de Hekou (河口区 ; pinyin : Hékǒu Qū) est une subdivision administrative de la province du Shandong en Chine. Il est placé sous la juridiction de la ville-préfecture de Dongying.